# Pilchowa Skała

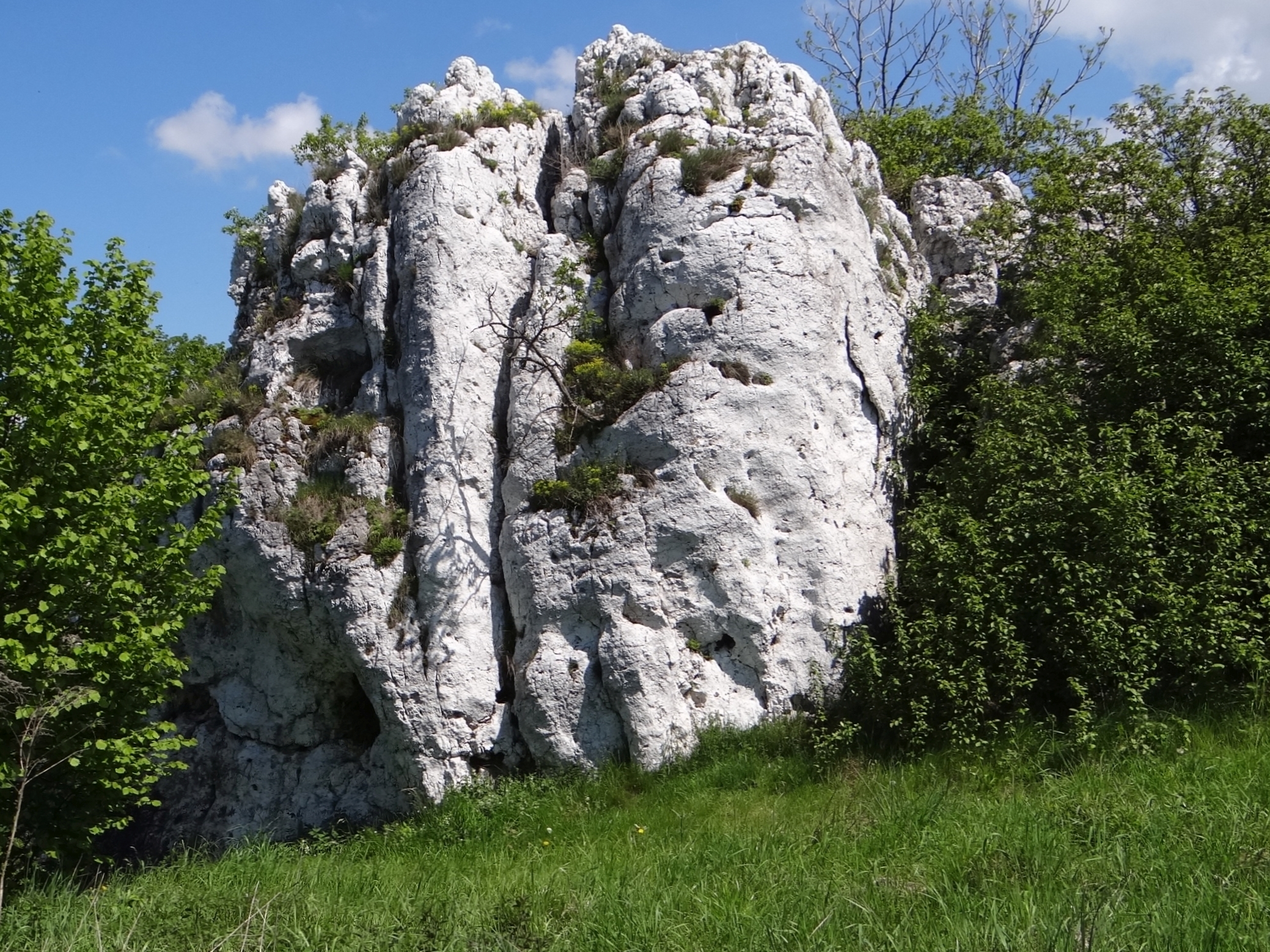

Pilchowa Skała – skała w miejscowości Przeginia, w województwie małopolskim, w powiecie krakowskim, w gminie Jerzmanowice-Przeginia. Znajduje się w odległości 55 m na południe od drogi krajowej nr 94. Jest to samotna skałka wśród pól uprawnych. Jest zbudowanym z wapieni ostańcem na wierzchowinie Wyżyny Olkuskiej.

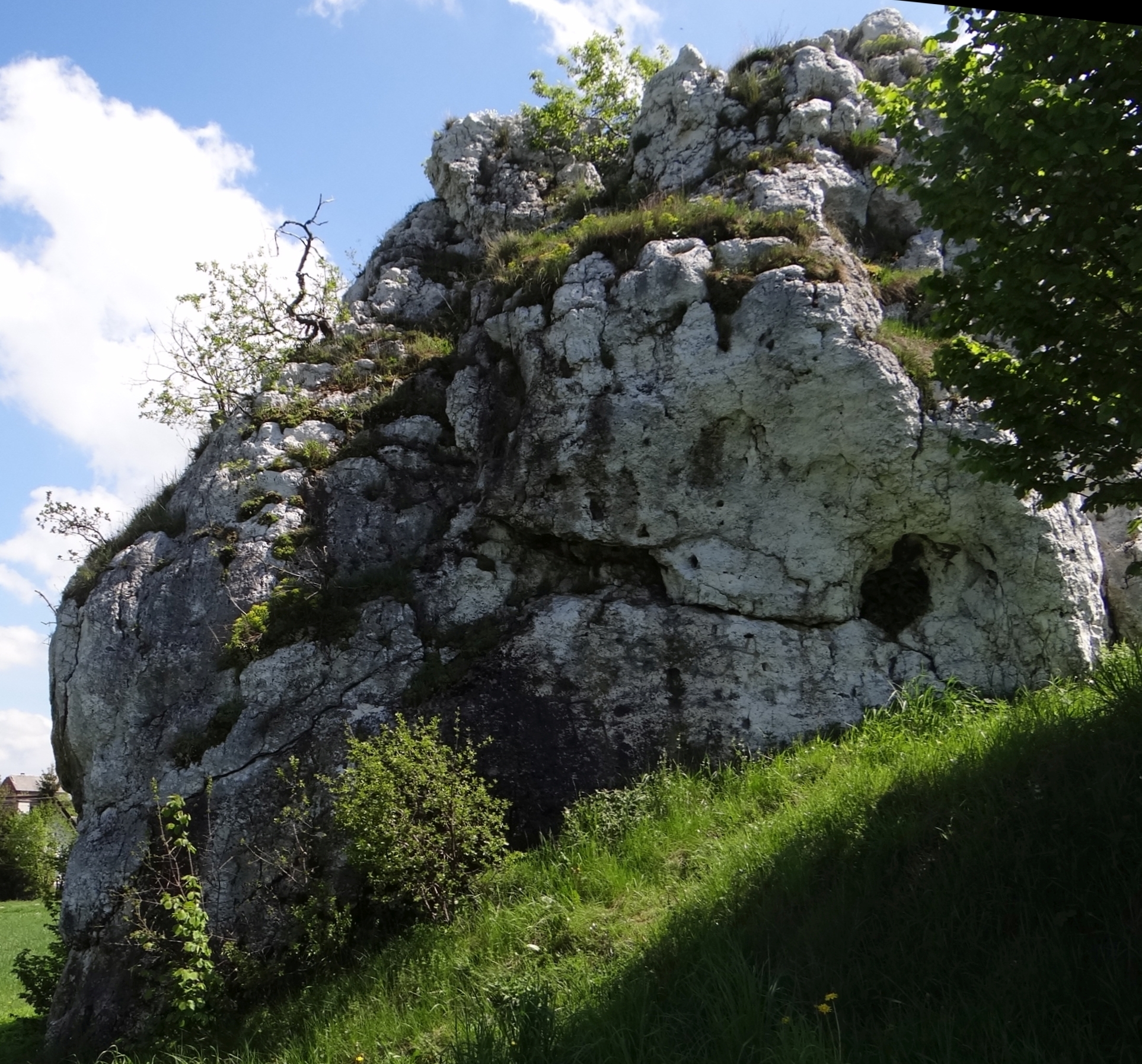